# Orthoporus nodosus
Orthoporus nodosus är en mångfotingart som beskrevs av Loomis 1974. Orthoporus nodosus ingår i släktet Orthoporus och familjen Spirostreptidae. Inga underarter finns listade i Catalogue of Life.